# Iskustvo pacijenta
Iskustvo pacijenta opisuje pojedinačno iskustvo bolesti / ozljede, te kako se zdravstvena zaštita odnosi prema tome. Sve veći fokus na iskustvu pacijenta dio je pomaka prema skrbi usmjerenoj na pacijenta. Često se ispituje putem metrike.
Iskustvo pacijenta definira se kao zbroj svih interakcija oblikovanih kulturom organizacije, koje utječu na percepciju pacijenta u kontinuumu skrbi.
Iskustvo pacijenta postalo je ključni ishod kvalitete zdravstvene skrbi; mjerenjem se otkrilo da podržava poboljšanje kvalitete zdravstvene zaštite, upravljanja, javne odgovornosti,  te pacijentovih mogućnosti izbora. Mjere iskustva pacijenta proizašle su iz rada u 1980-ima i sada su u širokoj upotrebi. Međutim, njihova je učinkovitost dovedena u pitanje a kliničari i menadžeri mogu se razmimoilaziti u stavovima oko njihove upotrebe. Općenito u literaturi postoji suglasje da se mjerenje iskustva pacijenta može postići kvantitativnim, kvalitativnim ili mješovitim metodama.
Kad se o iskustvu pacijenta govori u smislu iskustva sa zdravstvenim službama, to je slično pojmu zadovoljstva pacijenta. Međutim, u istraživanjima o zdravlju često se izvještava o iskustvu pacijenta koje također uključuje iskustva ljudi s bolestima i ozljedama izvan njihovih iskustava sa zdravstvenim službama, poput iskustava s obitelji i prijateljima, kao i utjecaj bolesti / ozljede na njihovu sposobnost da se uključe u socijalne aktivnosti ili ostvare prethodno zamišljenu budućnost. Na primjer, istraživači mogu izvijestiti o pacijentovom iskustvu života sa zatajenjem srca ili drugim kroničnim bolestima.

## Metrika
Mjere iskustva koje prijavljuju pacijenti (PREM - patient-reported experience measures), srodne su mjerama ishoda (PROM - patient-reported outcome measures) upitnicima koje pacijent ispunjava kako bi procijenio svoje iskustvo. Oni uključuju:
- - Friends and Family Test
  - howRwe
  - GS-PEQ
  - EUROPEP 2006
  - Picker PPE-15
  - NHS Adult Inpatient Survey 2013
  - GP Patient Survey 2014